# 20 Komenda Odcinka Sopot
20 Komenda Odcinka Sopot/Gdańsk – samodzielny pododdział Wojsk Ochrony Pogranicza.

## Formowanie i zmiany organizacyjne
20 Komenda Odcinka sformowana została w 1946 w strukturze 4 Morskiego Oddziału Ochrony Pogranicza. We wrześniu 1946 odcinek przekazano nowo sformowanemu Gdańskiemu Oddziałowi WOP nr 12.
12 czerwca 1947 20 komenda odcinka z Sopotu została przeniesiona do Wrzeszcza do koszar przy sztabie oddziału.
W 1948, na bazie 20 Komendy Odcinka sformowano Samodzielny Batalion Ochrony Pogranicza nr 8.

## Służba graniczna
W grudniu 1946, na skutek niewłaściwego rozpoznania i ustalania styków przez komendantów 19 i 20 komendy odcinka spowodowano, że 11 km odcinek od Oksywia aż po m. Rewa nie był ochraniany. W styczniu 1947 z 97 strażnicy 20 odcinka WOP wyznaczono placówkę w m. Mechelinki w składzie 1+18 .

## Struktura organizacyjna
Dyslokacja 20 Komendy Odcinka Sopot przedstawiała się następująco:
- Komendantura odcinka nr 20 – Sopot
- 96 strażnica – Hel
- 97 strażnica – Gdynia
- 98 strażnica – Sopot
- 99 strażnica – Gdańsk[6]
- 100 strażnica – Bąsak

## Dowódcy odcinka
- p.o. kpt. Michał Kuncman